# بريتا براتلاند
بريتا براتلاند (بالنرويجية البوكمول: Brita Bratland)‏ هي مغنية نرويجية، ولدت في 12 أكتوبر 1910 في فينيه في النرويج، وتوفيت في 24 أغسطس 1975 في شين في النرويج.

## وصلات خارجية
- بريتا براتلاند على موقع ميوزك برينز (الإنجليزية)